# Gunnar Westman (film)
Gunnar Westman er en dansk portrætfilm fra 1958 instrueret af Kristian Begtorp.

## Handling
Billedhugger Gunnar Westman (sv) (1915-1985) ses i familiære omgivelser i sit hus, have og atelier, hvor han arbejder på en træskulptur. Filmen viser endvidere eksempler på hans arbejder i ler, gips og sten, bl.a. de farvede dyreskulpturer til børnenes legeplads i Tivoli.